# エルスウェア紀行
エルスウェア紀行（エルスウェアきこう）は、日本の二人組音楽ユニットである。

## 概要・略歴
2016年2月、シンガーソングライターとして活動していたヒナタミユが中心になり、トヨシとともにヒナタとアシュリーを結成。2020年8月、ユニット名をエルスウェア紀行に改名し、同年9月にシングル「スローアウェイ」、同年12月にエルスウェア紀行初のアルバム「エルスウェア紀行」をリリースする
。その後もシングルを発表し続け、2024年10月、2ndアルバム「ひかりを編む駐車場」をリリースし、11月にかけて二人の出身地である栃木を皮切りに、大阪、名古屋、東京の4都市でエルスウェア紀行初のツアーとなる「2nd album ひかりを編む駐車場 -release acoustic tour-」を開催した。

## ユニットの特徴
メンバーそれぞれがブラックミュージック、歌謡曲、ジャズ、プログレ、ロック等から影響を受けた、音数の多いバンド曲や、アコースティックギターと歌のみの楽曲など幅広いジャンルの楽曲を発表している。特にトヨシによってアレンジされたシティポップは「魔改造シティポップ」と呼ばれる近年のエルスウェア紀行の代名詞的存在である。二人編成ではトヨシはギターを弾きながら足でドラムを叩く通称「足ドラム」でギター、ドラムを担当しており、ボーカルのヒナタミユもギターを担当する。メンバー二人のみで行われるライブではアコースティックギターが中心だが、エレキギターやガットギターの楽曲もある。KIRINJIのベースも務めた千ヶ崎学、大森靖子のアレンジャーやサポートピアノも務めるsugarbeans、あいみょんでのギターサポートも行うqurorawaなどのゲストを迎えたバンドライブを行う場合もある。

## ディスコグラフィ

### 配信限定シングル
|                    | 発売日         | 楽曲                 | 規格品番      |
| ------------------ | -------------- | -------------------- | ------------- |
| ヒナタとアシュリー |                |                      |               |
| 1st                | 2018年10月24日 | うつくしい人         |               |
| 2nd                | 2019年10月18日 | 世界にきづいて       |               |
| エルスウェア紀行   |                |                      |               |
| 1st                | 2020年9月11日  | スローアウェイ       | ELWR-DIGI-001 |
| 2nd                | 2020年10月23日 | キリミ               | ELWR-DIGI-002 |
| 3rd                | 2021年5月5日   | 普通の毎日           | ELWR-DIGI-003 |
| 4th                | 2021年10月27日 | 少し泣く             | ELWR-DIGI-004 |
| 5th                | 2021年11月24日 | ひかりの国           | ELWR-DIGI-005 |
| 6th                | 2022年7月20日  | ムーンドライバー     | ELWR-DIGI-006 |
| 7th                | 2022年11月16日 | 鬱夢くたしかな食感   | ELWR-DIGI-007 |
| 8th                | 2023年5月17日  | 無添加               | ELWR-DIGI-008 |
| 9th                | 2023年8月30日  | あなたを踊らせたい   | ELWR-DIGI-009 |
| 10th               | 2024年1月31日  | イマジン             | ELWR-DIGI-010 |
| 11th               | 2024年4月24日  | 素直                 | ELWR-DIGI-011 |
| 12th               | 2024年8月14日  | ロマンチックサーモス | ELWR-DIGI-012 |
| 13th               | 2024年10月2日  | 冷凍ビジョン         | ELWR-DIGI-013 |
| 14th               | 2025年5月28日  | とわの祭り           |               |

## タイアップ一覧
| 使用年             | 曲名               | タイアップ                                               |
| ------------------ | ------------------ | -------------------------------------------------------- |
| ヒナタとアシュリー |                    |                                                          |
| 2018年             | 朝のにおい         | TOKYO MXドラマ『#(ハッシュタグ)』エンディング主題歌      |
| 2018年             | 東京ブラフ         | 映画『東京ブラフ』主題歌                                 |
| 2018年             | longing            | 映画『東京ブラフ』挿入歌                                 |
| エルスウェア紀行   |                    |                                                          |
| 2022年             | 鬱夢くたしかな食感 | 全国音楽情報TV『MUSIC B.B.』12月度オープニングテーマ     |
| 2023年             | 鬱夢くたしかな食感 | TBS『よるのブランチ』1・2月度エンディングテーマ          |
| 2023年             | 鬱夢くたしかな食感 | 全国音楽情報TV『MUSIC B.B.』2月度エンディングテーマ      |
| 2024年             | イマジン           | テレビ神奈川（tvk）『関内デビル』1月度エンディングテーマ |